# Municipio de Warren (condado de Marion, Indiana)
El municipio de Warren (en inglés: Warren Township) es un municipio ubicado en el condado de Marion en el estado estadounidense de Indiana. En el año 2010 tenía una población de 99433 habitantes y una densidad poblacional de 793,67 personas por km².

## Geografía
Según la Oficina del Censo de los Estados Unidos, tiene una superficie total de 125.28 km², de la cual 125.04 km² corresponden a tierra firme y (0.2%) 0.25 km² es agua.

## Demografía
Según el censo de 2010, había 99433 personas residiendo. La densidad de población era de 793,67 hab./km². De los 99433 habitantes, estaba compuesto por el 57.47% blancos, el 32.89% eran afroamericanos, el 0.3% eran amerindios, el 1.04% eran asiáticos, el 0.05% eran isleños del Pacífico, el 5.24% eran de otras razas y el 3.02% pertenecían a dos o más razas. Del total de la población el 8.39% eran hispanos o latinos de cualquier raza.